# DREAM PRICE 1000 南沙織 17才
『DREAM PRICE 1000 南沙織 17才』（ドリーム プライス せん みなみさおり じゅうななさい）は、南沙織のベスト・アルバム。2001年10月11日発売。発売元はSony Music House。規格品番はMHCL-3。

## 解説
ソニー・ミュージックハウス（現ソニー・ミュージックダイレクト）から「新シリーズ【DREAM PRICE 1000】オリジナル・ヒット6曲入りベスト、まさに夢の価格￥1,000で登場!」と喧伝された廉価版ミニ・ベスト“DREAM PRICE 1000”シリーズの1作。南沙織は計2作が発売されており、本作は1971年の歌手デビュー曲「17才」から6枚目のシングル・レコード「早春の港」までを発表順に全6曲収録している。
同時に1970年代中期・後期のシングル曲を収録した『DREAM PRICE 1000 南沙織 色づく街』（MHCL-4）が発売された。
通常のCDショップのほか、都心型ターミナル駅コンコースや高速道路内売店などで販売されていることも多かった。既に生産は中止されている。

## 収録曲
- 全作詞: 有馬三恵子、作曲・編曲: 筒美京平

1. 17才（2分46秒）[3]
2. 潮風のメロディ（3分29秒）
3. ともだち（3分7秒）
4. 純潔（3分1秒）
5. 哀愁のページ（2分47秒）
6. 早春の港（2分50秒）

## 関連作品
シングルA面曲のみ収録された主なベスト・アルバム（LP/CD）
- 南沙織ヒット全曲集 -1975年版-
- シンシア・メモリー
- THE BEST / 南沙織 -1978年6月版-
- THE BEST / 南沙織 -1979年6月版-
- THE BEST / again 南沙織
- 南沙織ベスト・コレクション
- DREAM PRICE 1000 南沙織 色づく街
- 南沙織 スーパー・ベスト
- 南沙織 BEST OF BEST